# Japonoconger caribbeus
Japonoconger caribbeus är en fiskart som beskrevs av Smith och Kanazawa, 1977. Japonoconger caribbeus ingår i släktet Japonoconger och familjen havsålar. Inga underarter finns listade i Catalogue of Life.